# Csuki-ér
A Csuki-ér a Bakonyban ered, Győr-Moson-Sopron vármegyében, mintegy 170 méteres tengerszint feletti magasságban. A patak forrásától kezdve déli, majd nyugat-északnyugati irányban halad, majd Kajárpécnél eléri a Sokorói-Bakony-ért.

## Part menti települések
- Sokorópátka
- Kajárpéc